# Нурмагомедов, Умар Магомеднабиевич
Ума́р Магомеднаби́евич Нурмагоме́дов (род. 3 января 1996, Кизилюрт, Дагестан) — российский боец смешанных боевых искусств, выступающий под эгидой UFC. Чемпион России по ММА 2016 года, многократный чемпион Дагестана по тайскому боксу, чемпион СКФО, чемпион мира по боевому самбо, чемпион лиги Gorilla Fighting Championship в легчайшем весе, троюродный брат непобежденного чемпиона UFC Хабиба Нурмагомедова и родной брат непобежденного бойца смешанных единоборств Усмана Нурмагомедова. Занимает 1 строчку в легчайшем весе.

## Биография
Родился 3 января 1996 года в городе Кизилюрте, республика Дагестан. По этническому происхождению является аварцем. Проходил подготовку под руководством своего дяди, заслуженного тренера России Абдулманапа Нурмагомедова в лагере Eagles MMA.
В детстве, проживая в родном селе, со своим братом Усманом Нурмагомедовым начал посещать секцию вольной борьбы, но после определённых перебоев с работой тренеров оставил это занятие. Затем он начал упорно заниматься тайским боксом. После переезда в Махачкалу Умар начал тренировки в лагере своего дяди Абдулманапа Нурмагомедова.

## Смешанные единоборства

### Начало карьеры
Дебютировал в Москве в рамках турнира EFN Fight Nights Global 57. Соперником выступал Ришат Харисов. Умар одержал победу.
Второй бой прошёл на турнире Fight Star Battle on Sura 6 5 января 2017 года. В первом же раунде Умар победил Улукбека Аманбаева сабмишном (удушением сзади).
В третьем бою, который проходил в городе Москва 31 марта 2017 года, где его соперником выступал Алым Исабаев, Нурмагомедов победил техническим нокаутом во втором раунде.
Четвёртый бой прошёл в рамках турнира FNG Fight Nights Global 71 29 июля 2017 года. Умар Нурмагомедов одержал очередную победу над своим соперником Валишером Рахмоновым приёмом удушения сзади.
Следующий бой прошёл на турнире FNG Fight Nights Global 76 8 октября 2017 года, где Умар одержал победу над соперником Наурузом Дзамиховым единогласным решением судей.
Шестой по счету бой Нурмагомедов провёл в рамках турнира FNG Fight Nights Global 83 в Москве против бразильца Шиюди Ямаучи и одержал победу единогласным решением судей.
В седьмом бою, который проходил в городе Самара на турнире Battle on Volga 4, 11 мая 2018 года, где его соперником выступал Фатхудин Собиров, Умар победил единогласным решением судей.
Восьмой по счету бой Нурмагомедов провёл в рамках турнира PFL 7: 2018 Regular Season в Нью-Джерси против Сайдиокуба Кахрахмонова и одержал победу единогласным решением судей.
Девятый бой Умар провёл на турнире «Битва на Волге — 10» в Тольятти 14 апреля 2019 года, где единогласным решением судей победил соперника бразильца Вагнера Лиму.
Следующий, десятый бой в карьере Умара прошёл на турнире GFC — 14 13 июля 2019 года в городе Каспийск, республика Дагестан. Умар одержал победу удушающим приёмом в первом раунде спустя 3 минуты 46 секунд.
Следующим в карьере бойца стал бой на турнире PFL 6 8 августа 2019 года в городе Нью-Джерси, США, где Умар единогласным решением судей победил бразильца Сайдемара Хонорио.
23 ноября 2019 года в столице Узбекистана, городе Ташкент, Умар провёл защиту титула. Его соперником выступал аргентинский боец Брайан Гонзалез. Уже на 4 минуте 1 раунда Умар, проведя успешный тейкдаун, забрал шею соперника и совершил удушающий приём.

### Ultimate Fighting Championship
27 февраля 2020 года было объявлено, что бывший чемпион Хабиб Нурмагомедов договорился о подписании контракта с руководством UFC.
Дебют Нурмагомедова должен был состояться на UFC 254: Khabib vs. Gaethje, соперником был Сергей Морозов. Однако Нурмагомедов снялся с боя из-за стафилококковой инфекции.
18 января 2025 года состоялся бой за титул UFC в легчайшем весе. По результатам 5 раундов победу единогласным решением судей забрал Мераб Двалишвили. Умар Нурмагомедов потерпел первое поражение в карьере.

## Статистика в смешанных единоборствах
| Боёв 19  | Побед 18 | Поражений 1 |
| -------- | -------- | ----------- |
| Нокаутом | 2        | 0           |
| Сдачей   | 7        | 0           |
| Решением | 9        | 1           |

| Результат | Рекорд | Соперник              | Способ                      | Турнир                                      | Дата            | Раунд | Время | Место                          | Примечание                                                           |
| --------- | ------ | --------------------- | --------------------------- | ------------------------------------------- | --------------- | ----- | ----- | ------------------------------ | -------------------------------------------------------------------- |
| Поражение | 18-1   | Мераб Двалишвили      | Единогласное решение        | UFC 311                                     | 18 января 2025  | 5     | 5:00  | Инглвуд, Лос-Анджелес, США     | Бой за титул чемпиона UFC в легчайшем весе; «Лучший бой вечера» (1)» |
| Победа    | 18-0   | Кори Сэндхэген        | Единогласное решение        | UFC on ABC: Сэндхэген vs. Нурмагомедов      | 3 августа 2024  | 5     | 5:00  | Абу-Даби, ОАЭ                  |                                                                      |
| Победа    | 17-0   | Бекзат Алмахан        | Единогласное решение        | UFC Fight Night: Розенстрайк vs. Газиев     | 2 марта 2024    | 3     | 5:00  | Лас-Вегас, Невада, США         |                                                                      |
| Победа    | 16-0   | Раони Барселос        | Нокаут (удар)               | UFC Fight Night: Стрикленд vs. Имавов       | 14 января 2023  | 1     | 4:40  | Лас-Вегас, Невада, США         | «Выступление вечера» (2)                                             |
| Победа    | 15-0   | Нейт Манесс           | Единогласное решение        | UFC on ESPN: Царукян vs. Гамрот             | 26 июня 2022    | 3     | 5:00  | Лас-Вегас, Невада, США         |                                                                      |
| Победа    | 14-0   | Брайан Келлехер       | Сабмишном (удушение сзади)  | UFC 272: Ковингтон vs Масвидаль             | 5 марта 2022    | 1     | 3:15  | Лас-Вегас, Невада, США         |                                                                      |
| Победа    | 13-0   | Сергей Морозов        | Удушающий приём (сзади)     | UFC Fight Night: Chiesa vs. Magny           | 20 января 2021  | 2     | 3:39  | Абу-Даби, ОАЭ                  | Дебют в UFC; «Выступление вечера» (1)                                |
| Победа    | 12-0   | Брайан Гонсалес       | Удушающий приём (сзади)     | GFC 20                                      | 23 ноября 2019  | 1     | 4:33  | Ташкент, Узбекистан            |                                                                      |
| Победа    | 11-0   | Сайдемар Онорио       | Единогласное решение        | PFL 6: 2019 Regular Season                  | 8 августа 2019  | 3     | 5:00  | Атлантик-Сити, Нью-Джерси, США |                                                                      |
| Победа    | 10-0   | Тарас Грицкив         | Удушающий приём (сзади)     | GFC 14: Dagestan                            | 13 июля 2019    | 1     | 2:46  | Каспийск, Россия               |                                                                      |
| Победа    | 9-0    | Вагнер Лима           | Единогласное решение        | Battle on Volga 10 Nurmagomedov vs Lima     | 14 апреля 2019  | 3     | 5:00  | Тольятти, Россия               |                                                                      |
| Победа    | 8-0    | Саид-Йокуб Кахрамонов | Единогласное решение        | PFL 7: 2018 Regular Season                  | 30 августа 2018 | 3     | 5:00  | Атлантик-Сити, Нью-Джерси, США |                                                                      |
| Победа    | 7-0    | Фатхудин Сабиров      | Единогласное решение        | Samara MMA Federation Battle on the Volga 4 | 11 мая 2018     | 3     | 5:00  | Самара, Россия                 |                                                                      |
| Победа    | 6-0    | Шиюди Ямаучи          | Единогласное решение        | FNG Fight Nights Global 83                  | 22 февраля 2018 | 3     | 5:00  | Москва, Россия                 |                                                                      |
| Победа    | 5-0    | Науруз Дзамихов       | Единогласное решение        | FNG Fight Nights Global 76                  | 8 октября 2017  | 3     | 5:00  | Краснодар, Россия              |                                                                      |
| Победа    | 4-0    | Валишер Рахмонов      | Удушающий приём (сзади)     | FNG Fight Nights Global 71                  | 29 июля 2017    | 2     | 4:45  | Москва, Россия                 |                                                                      |
| Победа    | 3-0    | Алым Исабаев          | Технический нокаут (удары)  | FNG Fight Nights Global 62                  | 31 марта 2017   | 2     | 3:32  | Москва, Россия                 |                                                                      |
| Победа    | 2-0    | Улукбек Аманбаев      | Удушающий приём (сзади)     | Fight Star Battle on Sura 6                 | 5 января 2017   | 1     | 4:12  | Пенза, Россия                  |                                                                      |
| Победа    | 1-0    | Ришат Харисов         | Удушающий приём (гильотина) | EFN — Fight Nights Global 57                | 16 декабря 2016 | 2     | 3:28  | Москва, Россия                 |                                                                      |